# Mikael Holmström
Henrik Florus Mikael Holmström, född 28 februari 1955 i Lund, är en svensk journalist och författare med inriktning på försvarsfrågor och säkerhetspolitik.

## Biografi
Mikael Holmström har i över 40 år skrivit om svensk försvars-, utrikes- och säkerhetspolitik. Efter att ha varit nyhetschef och politisk reporter på Ny Teknik var han 1989–1991 försvarsreporter vid Svenska Dagbladet och 1992–2014 dess säkerhetspolitiske reporter. 2015 blev han säkerhetspolitisk reporter på Dagens Nyheter fram till pension april 2024. Han är verksam som föreläsare och kommentator i radio och teve. 
Holmström har svarat för en rad uppmärksammade nyheter. Han avslöjade 2006 tsunamibanden, databand från flodvågskatastrofen i Thailand som gömts undan i ett kassaskåp i regeringens källare. Hans fynd ledde till att Katastrofkommissionen åter kallades in och skrev ett nytt betänkande 2007. Som utsänd reporter i Afghanistan 2008 skildrade Holmström vad han kallade ”Sveriges glömda krig”, vilket bidrog till att truppen försågs med bepansrade fordon. Holmströms intervju med ÖB Sverker Göranson nyårsafton 2012 myntade nyordet Enveckasförsvaret och startade en försvarsdebatt.
I april 2013 avslöjade Holmström Ryska påsken: hur ryskt strategiskt bombflyg på långfredagsnatten övat simulerade angrepp mot militära mål i Sverige. Medan svenskt jaktflyg stod kvar på marken lyfte Natos. Nyheten och debatten efteråt medförde att svensk incidentberedskap utökades med 50 procent. 
I juli 2017 avslöjade han att Transportstyrelsens IT-upphandling hotat rikets säkerhet genom att Sveriges hemliga agenter hade röjts, ett avslöjande som fick politiska följder.
År 2012 fick Holmström fick Guldspaden för boken Den dolda alliansen - Sveriges hemliga NATO-förbindelser.   År 2018 tilldelades Holmström tillsammans med DN-kollegan Kristofer Örstadius Guldspaden för deras avslöjanden av it-skandalen på Transportstyrelsen. År 2022 tilldelades han Kungliga Krigsvetenskapsakdemiens silvermedalj för "blottläggningen av svenskt samarbete med framför allt USA och Storbritannien under det kalla kriget". 
Han invaldes 2007 som ledamot av Kungliga Krigsvetenskapsakademien och av Kungliga Örlogsmannasällskapet. Han är ledamot av Utrikespolitiska Samfundet och Svenska Militärhistoriska Kommissionen.
2017 nominerades Holmström till Stora journalistpriset.

### Familj
Mikael Holmström är son till teologen Folke Holmström och biståndsarbetaren och riksdagsledamoten Britta Holmström, samt sonson till teologiprofessor Olof Holmström.